# Kelseya
Kelseya là một chi thực vật có hoa trong họ Hoa hồng.